# Querecale (província)
Querecale (em turco: Kırıkkale) é uma província do centro da Turquia, situada na região da Anatólia Central, com capital na cidade homónima. Tem 4 791 km² de área e em dezembro de 2021 tinha 275 968 habitantes (densidade: 57,6 hab./km²).